# مقدم (أرومية)
مقدم هي قرية في مقاطعة أرومية، إيران. يقدر عدد سكانها بـ 277 نسمة بحسب إحصاء 2016.